# Enquête exclusive grand format
Enquête exclusive Grand Format est une émission de télévision française diffusée sur M6 du mercredi 3 juin 2009 jusqu'au dimanche 30 décembre 2012 et est présentée par Bernard de la Villardière.

## Principe
Chaque numéro est constitué d'un reportage unique d'investigation  qui nous emmène à travers la planète à la rencontre de celles et ceux qui explorent de nouveaux modes de vie qui nous concernent tous dans des thèmes qui nous préoccupent.

## Diffusion
Enquête exclusive Grand Format  est programmée en première  partie de soirée de manière évènementielle.

## Reportages
| N° | Date             | Sujet traité                                                                        | Audience  |
| -- | ---------------- | ----------------------------------------------------------------------------------- | --------- |
| 1  | 3 juin 2009      | « Roms, tsiganes : des vérités qui dérangent »                                      | 2 500 000 |
| 2  | 31 mai 2010      | « Les villes de demain »                                                            | 3 000 000 |
| 3  | 19 janvier 2011  | « Femmes libérées : cougars, amour, sexe et arnaques »                              | 2 995 000 |
| 4  | 26 janvier 2011  | « Zahia, Patrizia et les autres : enquête sur les escort-girls »                    | 2 783 000 |
| 5  | 2 février 2011   | « Fourrières, radars, amendes : chasse aux voitures dans les villes »               | 3 300 000 |
| 6  | 21 novembre 2011 | « Stress, Bizutage et alcool : quand les étudiants dérapent »                       | 2 380 000 |
| 7  | 29 novembre 2011 | « Chauffards, tricheurs, faussaires : les nouveaux hors-la-loi de la route »        | 3 160 000 |
| 8  | 27 décembre 2011 | « Vivre avec des animaux sauvages et dangereux: un quotidien pas comme les autres » | 3 080 000 |
| 9  | 30 décembre 2012 | « Indiens d'Amazonie, Gitans, mennonites : à la rencontre de mondes inconnus »      |           |